# Đam San
Đam San hay Đăm Săn là một người anh hùng trong sử thi "Bài ca chàng Đăm Săn" (phiên âm tiếng Êđê: Klei Khan Y Đam San) của người Êđê ở Tây Nguyên. Là nhân vật chính trong trường ca, sử thi Bài ca về chàng Đăm Săn. Bộ sử thi dài Đăm Săn (2077 câu), thể hiện nét lịch sử văn hóa của người đồng bào Tây Nguyên.
Tác phẩm được nhiều người sưu tầm, tuy lời kể có khác nhau ít nhiều, nhưng cốt truyện tương đối giống nhau. Sử thi đã được in thành sách và tái bản nhiều lần. Hãng phim Giải phóng từng có dự định dựng phim truyện dựa theo sử thi này. Một số bài hát đã được sáng tác lấy cảm hứng từ sử thi Đăm Săn.

## Tóm tắt nội dung
Theo tục nối dây trong chế độ mẫu hệ của người Êđê, Đăm Săn phải lấy hai chị em Hơ Nhị và Hơ Bhị làm vợ. Trời "đã chống gậy hèo đến thu xếp việc cưới hỏi". Đăm Săn phải khuất phục trước sức mạnh của tập tục, nhưng chàng vẫn tiếp tục chống lại cuộc hôn nhân đó.
Là một tù trưởng anh hùng, Đăm Săn đã lập nên những kì tích trong lao động như thuần phục voi dữ, làm rẫy, bắt cá,... Kỳ tích lẫy lừng hơn cả của Đăm Săn là chiến thắng Mtao Grự và Mtao Mxây (hai tù trưởng đã cướp vợ Đăm Săn). Đăm Săn chiến thắng, tôi tớ và dân làng của hai tù trưởng trên tự nguyện mang của cải đi theo. Cứ mỗi lần như vậy, Đăm Săn lại thêm giàu mạnh, uy tín càng cao trong nhân dân.
Với khát vọng trở thành tù trưởng hùng mạnh, vươn tới cuộc sống phóng khoáng, Đăm Săn đi cầu hôn Nữ thần Mặt Trời nhưng thất bại vì nữ thần đi đến đâu thì sức nóng tỏa ra từ người nàng sẽ khiến vạn vật bị thiêu. Nữ thần đã nhắc nhở Đăm Săn nếu đi lúc này thì chàng sẽ bị chìm trong vũng bùn lầy mà chết trong rừng sáp đen. Nhưng chàng không nghe vì quá tức giận khi bị từ chối. Sau khi chết, chàng biến thành con ruồi và chui vào mồm Hơ Âng. Nàng sinh ra Đăm Săn cháu, tiếp tục đi trên con đường của Đăm Săn.